# Niewodna (województwo warmińsko-mazurskie)
Niewodna (Niewodnica, niem. Fischbach) – uroczysko-dawna miejscowość w Polsce położona w województwie warmińsko-mazurskim, w powiecie kętrzyńskim, w gminie Reszel.
Obecnie teren ten należy do obrębu geodezyjnego Wólka Pilecka.
W miejscowości znajduje się stary młyn wodny – obecnie elektrownia wodna na rzece Dajna.
W latach 1975–1998 miejscowość administracyjnie należała do województwa olsztyńskiego.
Przez Niewodnę przechodzi droga ze Świętej Lipki do Pilca. Z Niewodnej można też dojechać drogą gruntową do Stachowizny.
Przez osadę przepływa Dajna wypływająca tu z Jeziora Dejnowa.

## Historia
Na początku XX w. dokonano tu odkryć archeologicznych z epoki brązu oraz wczesnośredniowiecznego cmentarzyska z monetami z X i XI w.
W XVIII w. były tu trzy samodzielne gospodarstwa rolne i papiernia – urządzenia do produkcji papieru napędzane były kołem wodnym.
W 1913 roku właścicielem gospodarstwa o powierzchni 145 ha był tu Anton Drengk.
W połowie XX w. osada była całkowicie opuszczona przez ludzi. Później na miejscu młyna wodnego powstała elektrownia wodna. Wyspę utworzoną przez płynące wody Dajny zajął właściciel elektrowni wodnej, a inne miejsca gdzie niegdyś były domy wykupili właściciele domków letniskowych. Z dawnej wsi pozostał dziewiętnastowieczny krzyż (na murowanej z cegły wysokiej podstawie umocowany jest krzyż z kutego żelaza).